# علاقات البحرين والاتحاد الأوروبي
علاقات البحرين والاتحاد الأوروبي والعلاقات الدولية بين مملكة البحرين في الخليج العربي والاتحاد الأوروبي.

## التاريخ
كجزء من مجلس التعاون لدول الخليج العربية وقعت البحرين اتفاقية تعاون مع الاتحاد الأوروبي في عام 1988. هذا مهد الطريق لعلاقات اقتصادية وسياسية أوثق. في عام 2013 وقعت دول مجلس التعاون الخليجي والاجتماع الوزاري للاتحاد الأوروبي في المنامة عن طريق الممثل السامي نائب الرئيس في الاتحاد الأوروبي كاترين أشتون ووزير الخارجية البحريني خالد بن أحمد بن محمد آل خليفة.
انتقدت البحرين من قبل الاتحاد الأوروبي بسبب معاملتها للنشطاء السياسيين أثناء وبعد احتجاجات 2011.
في ديسمبر 2022 ، انعكست جهود الضغط في البحرين في تقرير صادر عن صحيفة الغارديان ، والذي تضمن اسم النائب التشيكي الكبير توماش زديتشوفسكي. يتعلق الجدل بـ "مجموعات الصداقة" في البرلمان الأوروبي ، والهيئات غير الرسمية التي تعمل بدون لوائح رسمية وأحيانًا تحت رعاية جماعات الضغط والحكومات الأجنبية. يستعد البرلمان الأوروبي للتصويت على قرار يطالب بالإفراج عن السجين السياسي البحريني عبد الهادي الخواجة. ومع ذلك ، تعرض رئيس مجموعة الصداقة البحرينية في البرلمان الأوروبي ، زديتشوفسكي ، لأسئلة لزيارة البحرين في أبريل 2022. وفي قرار منفصل ، فشل حزب الشعب الأوروبي الخاص بزديتشوفسكي في المطالبة بالإفراج عن خواجة وبدلاً من ذلك وصفه بأنه "معارض سياسي". اتهم مدير BIRD ، السيد أحمد الوداعي ، عضو البرلمان التشيكي بالتصرف باعتباره الناطق بلسان البحرين.

## البيئة
في مايو 2015 أعربت البحرين والاتحاد الأوروبي رغبتهما في استضافة مشاريع بيئية مشتركة التي تضمن الحفاظ على التنوع البيولوجي في البلاد ومراجعة التشريعات البيئية.

## التجارة
يعد الاتحاد الأوروبي أكبر شريك تجاري لدول مجلس التعاون الخليجي وتبلغ قيمة التجارة 152 مليار يورو وهو ما يمثل أكثر من 13٪ من إجمالي الصادرات. في المقابل فإن دول مجلس التعاون الخليجي هي خامس أكبر سوق تصدير للاتحاد الأوروبي الذي يبلغ 95 مليار يورو.
منذ عام 1990 دخلت دول مجلس التعاون الخليجي والاتحاد الأوروبي مفاوضات للتوصل إلى اتفاق للتجارة الحرة. أدت النزاعات المتكررة في المحادثات إلى تعليقها من قبل عدة دول في مجلس التعاون الخليجي وآخر محادثات كانت في عام 2008.

## حقوق الإنسان
في يناير 2021، تم توجيه رسالة مشتركة إلى الاتحاد الأوروبي بشأن تدهور حالة حقوق الإنسان في البحرين وقد تم التوقيع على الرسالة من قبل جماعات حقوق الإنسان والمناصرة من جميع أنحاء العالم، بما في ذلك أي دي أتش آر بي، منظمة العفو الدولية، فريدوم هاوس، سيفيكوس، منظمة القلم الدولية، إلخ. طلب من أعضاء الاتحاد الأوروبي معالجة الوضع المتدهور لحقوق الإنسان في البحرين مع البحرينيين. من المتوقع أن يزور الوفد بروكسل في 10 فبراير 2021 لحضور حوار تفاعلي بين الاتحاد الأوروبي والبحرين حول حقوق الإنسان. دعت الرسالة إلى الاعتقال التعسفي للصحفيين بسبب عملهم النقدي في البحرين، والملاحقة الجائرة لمحامي الدفاع والمدافعين عن حقوق الإنسان وقادة المعارضة، وعقوبة الإعدام، وسوء معاملة السجناء. أقرت خدمات العمل الخارجي الأوروبية (إي إي أ أس) بالخطاب بتاريخ 25 يناير 2021.